# فرودگاه نیل آرمسترانگ
فرودگاه نیل آرمسترانگ (به انگلیسی: Neil Armstrong Airport) یک فرودگاه با کد یاتا AXV است . این فرودگاه در کشور ایالات متحده آمریکا قرار دارد .